# Comahue (película)
 Comahue  es una película documental de Argentina filmada en Eastmancolor dirigida por Edgardo Togni sobre el guion de Héctor Burotto que se fue producida en 1963 y no se estrenó comercialmente. Fue exhibida en una función especial el 30 de septiembre de 1963 en el Teatro Ópera de Buenos Aires.

## Sinopsis
Es un documental referido a la historia, paisajes, actividades y habitantes de la zona del Comahue, región que se considera en general que abarca los territorios de las provincias Neuquén y provincia de Río Negro y el partido bonaerense de Carmen de Patagones.
Comahue es una voz de origen Mapuche, que significaría  "lugar de riqueza", o también "lugar donde el agua hizo daño", en cierta manera una definición de valle.
El centro neurálgico de la zona del Comahue, se encuentra en la confluencia de los ríos Negro, Neuquén y Limay, zona rica y poblada conocida también como Alto Valle del río Negro, siendo su cabecera o ciudad principal la ciudad de Neuquén, capital de la provincia homónima.

## Reparto
- Edmundo Sanders …Narrador